# Зумсой (село)
Зумсой (чеч. Зумса) — село у Ітум-Калінському районі Чечні Російської Федерації.
Населення становить 240 осіб (2019). Входить до складу муніципального утворення Зумсойське сільське поселення.

## Історія
Згідно із законом від 14 липня 2008 року органом місцевого самоврядування є Зумсойське сільське поселення.

## Населення
| 2002 | 2010 | 2012 | 2013 | 2014 | 2015 | 2016 |
| ---- | ---- | ---- | ---- | ---- | ---- | ---- |
| 179  | ↗222 | ↘220 | ↘217 | ↗219 | ↗221 | ↗224 |
| 2017 | 2018 | 2019 |      |      |      |      |
| ↗241 | →241 | ↘240 |      |      |      |      |